# Telc gGmbH

Logo der telc gGmbH

Die Telc gGmbH (Eigenschreibweise telc gGmbH) ist ein Sprachtestanbieter mit Hauptsitz in Bad Homburg vor der Höhe. Telc steht für The European Language Certificates („Die Europäischen Sprachenzertifikate“). Das gemeinnützige Unternehmen ist eine Tochtergesellschaft des Deutschen Volkshochschul-Verbandes.
Telc hat über 90 Zertifikate in zehn Sprachen im Angebot, darunter allgemeinsprachliche und berufsbezogene Prüfungen sowie Prüfungen für Schüler. Alle Telc-Sprachprüfungen orientieren sich am Gemeinsamen Europäischen Referenzrahmen für Sprachen (GER), der 2001 vom Europarat für die Fertigkeitsbereiche Hören, Lesen, Sprechen und Schreiben herausgegeben wurde. Telc – language tests werden in den Sprachen Englisch, Deutsch, Türkisch, Spanisch, Französisch, Italienisch, Russisch, Portugiesisch, Polnisch und Arabisch angeboten. Telc ist Vollmitglied in der Association of Language Testers in Europe (ALTE).
Man kann Telc-Sprachprüfungen an über 3.000 Prüfungszentren in 20 Ländern ablegen, aber auch an Volkshochschulen und privaten Sprachschulen. Unter dem Label „Telc Training“ bietet die telc gGmbH zudem Weiterbildungen für Lehrkräfte und Mitarbeiter im Bereich Sprachen.

## Geschichte
Die Europäischen Sprachenzertifikate – heute Telc-Prüfungen, früher VHS-Zertifikat – entstanden 1968, als ein Team von Sprachexperten um Robert Nowacek als erste standardisierte Sprachprüfung für den Deutschen Volkshochschul-Verband e. V. (DVV) das VHS-Zertifikat in Englisch der Volkshochschulen entwickelte. Im Laufe der Jahre folgten Prüfungen in weiteren europäischen Sprachen. 1995 wurde die Prüfungszentrale des DVV Mitglied der Association of Language Testers in Europe (ALTE). Hauptanliegen dieses Zusammenschlusses von Sprachprüfungsanbietern aus über 20 europäischen Ländern ist die Qualitätssicherung von Sprachprüfungen. 1998 wurde die Prüfungszentrale des DVV als WBT Weiterbildungs-Testsysteme GmbH (WBT) ausgegründet, acht Jahre später erfolgt die Umbenennung in telc gGmbH (The European Language Certificates).

## Deutsch-Test für Zuwanderer / Deutsch-Test für Österreich
Im Auftrag des Bundesministeriums des Innern entwickelte Telc von 2006 bis 2009 gemeinsam mit dem Goethe-Institut den Deutsch-Test für Zuwanderer (DTZ), mit dem der sprachliche Teil der Integrationskurse abschließt und der im Erfolgsfall eine Voraussetzung zur Niederlassungserlaubnis in Deutschland ist. Auch die Einbürgerung kann mit Nachweis eines erfolgreich abgeschlossenen Deutsch-Tests für Zuwanderer zusammen mit dem Test „Leben in Deutschland“ nach dem Orientierungskurs beantragt werden. Nach der Entwicklung erhielt die telc GmbH vom Bundesamt für Migration und Flüchtlinge den Auftrag, den DTZ durchzuführen und weiterzuentwickeln.
2011 entwickelte die telc gGmbH im Auftrag des vom österreichischen Bundesinnenministeriums (BMI) gegründeten Österreichischen Integrationsfonds (ÖIF) den Deutsch-Test für Österreich (DTÖ), wobei es sich um eine für Österreich überarbeitete Version des Deutsch-Tests für Zuwanderer A2-B1 handelt. Seit dem 1. Juli 2011 wird auch in Österreich für die Erlangung der Staatsbürgerschaft der Nachweis über deutsche Sprachkenntnisse auf dem Niveau B1 des Gemeinsamen europäischen Referenzrahmens gefordert.

## Anerkennung
Das Auswärtige Amt erkennt im Rahmen des Ehegattennachzugs nach Deutschland die Prüfung Start Deutsch 1 / Telc Deutsch A1 als Voraussetzung für ein Visum im Rahmen des Ehegattennachzugs an. In Polen sind Telc-Zertifikate als Nachweis von Sprachkenntnissen für die Beamtenlaufbahn im zivilen Dienst anerkannt. In Ungarn sind die staatlich akkreditierten Telc-Prüfungen prinzipiell Voraussetzung für Hochschulabschlüsse. In der Schweiz können je nach Kanton die für die Einbürgerung oder die Übernahme in den Öffentlichen Dienst nötigen Sprachkenntnisse mit Telc-Zertifikaten nachgewiesen werden.
Die Sprachprüfung Telc Deutsch C1 Hochschule ist durch die Beschlüsse der Hochschulrektorenkonferenz als Nachweis ausreichender Sprachkenntnisse anerkannt.
Auch der türkische Hochschulrat (YÖK) hat die Deutsch-Prüfungen von Telc – language tests offiziell anerkannt. Die Anerkennung durch das oberste staatliche Kontrollgremium der türkischen Hochschulen gilt für alle Deutsch-Prüfungen der telc GmbH auf den Kompetenzstufen B2, B2+ und C1 des Gemeinsamen Europäischen Referenzrahmens des Europarats. Die Prüfungen wurden im Zuge der Anerkennung auch in die offizielle Äquivalenz-Tabelle (Almanca Dil Esdegerligi Tablosu) des Hochschulrats aufgenommen. Somit können Telc-Prüfungen von allen türkischen Universitäten und Hochschulen eingesetzt und anerkannt werden, etwa zur Einstellung von Dozenten, für Studenten, die einen Masterstudiengang belegen wollen und für Doktoranden, die Sprachkenntnisse nachweisen müssen.

## Prüfungsdurchführung
Telc-Prüfungen können weltweit an über 3.000 Prüfungszentren abgelegt werden, darunter Volkshochschulen und private Sprachschulen. Prüfungstermine können von jedem Prüfungszentrum eigenständig festgelegt werden; ebenso variieren die Preise der Prüfungen von Prüfungszentrum zu Prüfungszentrum. Prüfungsergebnisse liegen nach vier bis sechs Wochen vor. Telc-Zertifikate sind für einen unbegrenzten Zeitraum gültig.